# The Adelphi
The Adelphi was een Engels literair tijdschrift dat verscheen tussen 1923 en 1955. Het blad werd opgericht door veelschrijver en literatuurcriticus John Middleton Murry, de tweede echtgenoot van schrijfster Katherine Mansfield. Hij redigeerde het tijdschrift tot 1930. Eerder verscheen een blad onder dezelfde naam in 1922, maar dit was slechts eenmalig.
The Adelphi verscheen voor het eerst in juni 1923 en werd gepresenteerd als maandblad. Met ingang van augustus 1927 vond een wijziging plaats in de titel en de frequentie van verschijnen: het blad heette toen The New Adelphi en kwam om de drie maanden uit. In 1930 werd de redactie overgenomen door de Britse diplomaat, schrijver en schilder Richard Rees, waarmee de oorspronkelijke titel werd hersteld en het tijdschrift weer maandelijks verscheen.
In 1938 ging de redactie over in handen van de pacifistische schrijver Max Plowman, en ging het blad een socialistische richting in, met steun aan de Independent Labour Party.
Het tijdschrift publiceerde een of twee korte verhalen per aflevering. Medewerkers waren onder anderen Katherine Mansfield, D.H. Lawrence, H.E. Bates, Rhys Davies, Dylan Thomas en George Orwell.